# Хинтила
Хинтила је био визиготски краљ у Хиспанији између 636. и 639. године. Не зна се много о његовој владавини јер су хронике веома штуре о овом периоду. Скоро све што се зна потиче из акта V и VI Сабора у Толеду.
Када је његов претходник, Сисенанд, умро, оставио је за собом веома ослабљену и нестабилну краљевину. Хинтилу су изабрали племство и бискупи 636. године, у складу са 75. каноном IV Сабора у Толеду. 
Хинтила је сазвао V Сабор у Толеду у јуну 636. где се углавном претило изопштењем из цркве узурпаторима и онима који би ковали заверу против краља. Бачена је анатема на све оне који не поштују наследно право краљевих синова и рођака. Одатле неки аутори закључују да се Хинтила осетио угроженим од самог почетка своје владавине.
Такође је сазвао и VI Сабор у Толеду, у јуну 638. године. Донети су нови закони, између осталих, и то да особа која се изабере за краља мора бити племенитог порекла и никако не сме бити заређена, робовског порекла нити странац. Издиктиране су казне за завере против круне и договорено је да наследник на трон не може конфисковати имања која је његов претходник законски запленио од преступника. Такође је донет закон којим се забрањује нехришћанима да се настањују у оквиру краљевства. Звог тога је било много присилних покрштавања.
Ова стална опседнутост узурпаторима и каснији помени неких побуњеника из Хинтилиног доба су јасни знаци да је тада дошло до неколико устанака у дова Хинтилине владавине.
Хинтила је умро 20. децембра 639. природном смрћу. Наследио га је његов син Тулга, кога је Хинтила именовао као свог наследника.